# روكو كولونا
روكو كولونا (بالإنجليزية: Rocco Colonna)‏ هو سياسي أمريكي، ولد في 8 نوفمبر 1933 بكليفلاند في الولايات المتحدة، وتوفي في 7 أغسطس 2011 ببروك بارك في الولايات المتحدة. حزبياً، نشط في الحزب الديمقراطي. وقد انتخب عضو مجلس نواب أوهايو.